# Super League 2013
La Super League de 2013 fue la 119.ª temporada del rugby league de Inglaterra y la decimoctava edición con la denominación de Super League, es el torneo de rugby league más importante de Inglaterra.

## Formato
Los equipos se enfrentaron en formato de todos contra todos, los primeros ocho clasificados disputaron la postemporada.
Se otorgaron 2 puntos por cada victoria, 1 por el empate y 0 por la derrota.

## Desarrollo

### Tabla de posiciones
| Pos. | Equipo               | Encuentros | Encuentros | Encuentros | Encuentros | Tantos | Tantos | Tantos | Puntos |
| Pos. | Equipo               | PJ         | PG         | PE         | PP         | F      | C      | Dif.   | Puntos |
| ---- | -------------------- | ---------- | ---------- | ---------- | ---------- | ------ | ------ | ------ | ------ |
| 1    | Huddersfield Giants  | 27         | 21         | 0          | 6          | 851    | 507    | +344   | 42     |
| 2    | Warrington Wolves    | 27         | 20         | 1          | 6          | 836    | 461    | +375   | 41     |
| 3    | Leeds Rhinos         | 27         | 18         | 1          | 8          | 712    | 507    | +205   | 37     |
| 4    | Wigan Warriors       | 27         | 17         | 1          | 9          | 816    | 460    | +356   | 35     |
| 5    | St. Helens           | 27         | 15         | 1          | 11         | 678    | 536    | +142   | 31     |
| 6    | Hull FC              | 27         | 13         | 2          | 12         | 652    | 563    | +89    | 28     |
| 7    | Dragons Catalans     | 27         | 13         | 2          | 12         | 619    | 604    | +15    | 28     |
| 8    | Hull Kingston Rovers | 27         | 13         | 0          | 14         | 642    | 760    | −118   | 26     |
| 9    | Bradford Bulls       | 27         | 10         | 2          | 15         | 640    | 658    | −18    | 22     |
| 10   | Widnes Vikings       | 27         | 10         | 2          | 15         | 695    | 841    | −146   | 22     |
| 11   | Wakefield Trinity    | 27         | 10         | 1          | 16         | 660    | 749    | −89    | 21     |
| 12   | Castleford Tigers    | 27         | 9          | 2          | 16         | 702    | 881    | −179   | 20     |
| 13   | London Broncos       | 27         | 5          | 2          | 20         | 487    | 946    | −459   | 12     |
| 14   | Salford Red Devils   | 27         | 6          | 1          | 20         | 436    | 953    | −517   | 11     |

|  | Clasificados a postemporada. |

### Postemporada

#### Finales de clasificación
| 12 de septiembre | Huddersfield Giants | 8-22 | Wigan Warriors |  |  |

| 14 de septiembre | Warrington Wolves | 40-20 | Leeds Rhinos |  |  |

#### Finales de eliminación
| 14 de septiembre | St Helens RFC | 46-10 | Hull Kingston Rovers |  |  |

| 13 de septiembre | Hull FC | 14-4 | Catalans Dragons |  |  |

#### Semifinales preliminares
| 19 de septiembre | Huddersfield Giants | 76-18 | Hull FC |  |  |

| 20 de septiembre | Leeds Rhinos | 11-10 | St Helens RFC |  |  |

#### Semifinales
| 27 de septiembre | Wigan Warriors | 22-12 | Leeds Rhinos |  |  |

| 26 de septiembre | Warrington Wolves | 30-22 | Huddersfield Giants |  |  |

#### Final
| 5 de octubre | Wigan Warriors | 30-16 | Warrington Wolves | Old Trafford, Mánchester        |  |
|              |                |       |                   | Asistencia: 66 281 espectadores |  |

| Bandera de Inglaterra  |
| Campeón Wigan Warriors |
| Vigésimo título        |